# 于林 (明朝)
于林，明朝政治人物。
于林曾于洪武三十一年接替徐齐任兴化府知府一职，永乐元年（1403年）由周宗璲接任。